# Polymastia polytylota
Polymastia polytylota är en svampdjursart som beskrevs av Jean Vacelet 1969. Polymastia polytylota ingår i släktet Polymastia och familjen Polymastiidae. Inga underarter finns listade i Catalogue of Life.